# Zhaoqing
Zhaoqing (cinese: 肇庆; pinyin: Zhàoqìng) è una città-prefettura della Cina nella provincia del Guangdong, situata a sud-ovest del delta del fiume delle Perle.

## Storia
Prima della dinastia Qin, Zhaoqing apparteneva agli Yue. Nel 214 a.C., dopo la spedizione Qin contro gli Yue, il suo territorio venne incluso in parte nel distretto di Nanhai, in parte nel distretto di Guilin.

L'imperatore della dinastia Song, Huizong, riteneva che a Duanzhou (antico nome della città) ci fosse un'aura paranormale che gli permise di diventare imperatore (nel 1118), e decise così di chiamarla Zhaoqing.

Durante la dinastia Ming, il vicariato di Liangguang risiedette nella città per più di 170 anni. Nel 1988 il consiglio di stato della Repubblica Popolare cinese decise il passaggio da "territorio di Zhaoqing" a "città di Zhaoqing".

## Politica e popolazione
La sua giurisdizione comprende i territori di Duanzhou e Dinghu, nonché i distretti di Guangning, Fengkai, Deqing e Huaiji. 

A questi vanno aggiunti le città di Gaoyao e Sihui. La sede amministrativa risiede nel territorio di Duanzhou. Ad occupare il posto di segretario locale del partito è Qin Weidong; il sindaco è Guo Feng.

Secondo i dati del 2007, la popolazione totale è di circa 3.701.400 persone.